# 長野憲業
長野 憲業（ながの のりなり）は、戦国時代の武将。上野国箕輪城主。

## 出自
系譜関係は判然としないが、一説には長野尚業（業尚）の子で、長野方業の兄。長野業氏、女子（長尾景英正室）、長野業正、女子（里見義堯正室）の父。初名は信業で、のちに上杉憲房の偏諱を受け憲業と名乗った。ただし、信業は憲業とは別人（兄弟）であるとしたり、業正は信業の子で憲業にとっては養子であるとされる場合もある。更に信業の実在を否定して、憲業の没後に厩橋長野氏の長野賢忠の弟・方業が憲業の後継者に代わって箕輪長野氏に入嗣して業正はその息子とする説もある。

## 略歴
文亀3年（1503年）、先代の尚業（業尚）が没し家督を継承する。関東管領・山内上杉家に仕え、長享の乱では上杉顕定に合力して扇谷上杉家・上杉朝良を屈服させることに貢献した。室町時代に上野に勢力を持っていた惣社長尾氏、白井長尾氏との抗争を繰り広げ、上州一揆の中心として長野氏の戦国大名化に勤しみ、大永年間の後半においては両長尾氏をしのぐ勢力を築いた。
享禄3年（1530年）、吾妻において戦死（『長年寺本長野系図』）。ただし、別の系図（『長野稔氏本長野系図』）では永正11年（1514年）の事とする。その後大永4年（1524年）には長野方業（左衛門大夫）が箕輪城主として文書を発給していることから、後者を正しい没年とし、憲業の戦死を永正11年当時の山内上杉家の内紛（永正の乱）に関連した戦いとする説がある。